# Olympiska sommarspelen för ungdomar 2018
Olympiska spelen för ungdomar 2018 var de tredje olympiska sommarspelen för ungdomar, ett stort multisportevenemang som arrangerades i Buenos Aires, Argentina mellan 6 oktober och 18 oktober 2018.
Att Buenos Aires stod som värd för spelen beslutades i en extra IOK-kongress i Lausanne den 4 juli 2013. Tidigare, den 13 februari 2013, hade IOK accepterat Buenos Aires som en av tre kandidater till att anordna tävlingarna. De andra två var Medellín, Colombia och Glasgow, Storbritannien.

## Röstningsprocess
| Röstningsresultat | Röstningsresultat | Röstningsresultat | Röstningsresultat |
| ----------------- | ----------------- | ----------------- | ----------------- |
| Stad              | Nation            | Omgång 1          | Omgång 2          |
| Buenos Aires      | Argentina         | 40                | 49                |
| Medellín          | Colombia          | 32                | 39                |
| Glasgow           | Storbritannien    | 13                | –                 |

## Sporter
Antalet grenar i varje sport står inom parentes.
| - Badminton (3) - Basket (4) - Beachhandboll (2) - Beachvolleyboll (2) - Bordtennis (3) - Boxning (13) - Brottning (15) - Bågskytte (3) - Cykelsport (4) - Danssport (3) | - Friidrott (38) - Futsal (2) - Fäktning (7) - Golf (3) - Gymnastik - Akrobatisk gymnastik - Artistisk gymnastik - Rytmisk gymnastik - Trampolin | - Inline speed skating (2) - Judo (9) - Kanotsport (8) - Karate (6) - Landhockey (2) - Modern femkamp (3) - Ridsport (2) - Rodd (4) - Rugby (sjumanna-) (2) - Segling (5) | - Skytte (6) - Sportklättring (2) - Taekwondo (10) - Tennis (5) - Triathlon (3) - Tyngdlyftning (12) - Vattensport - Simhopp (5) - Simning (36) |